# دبورا میلمن
دبورا میلمن (انگلیسی: Deborah Mailman؛ زادهٔ ۱۴ ژوئیهٔ ۱۹۷۲) یک هنرپیشه اهل استرالیا است.
از فیلم‌ها یا برنامه‌های تلویزیونی که وی در آن نقش داشته‌است می‌توان به حصار ضدخرگوش، یاقوت‌های کبود، روانی، ماسک میمون و سه تابستان اشاره کرد.